# Batalha de Tulagi e Gavutu-Tanambogo

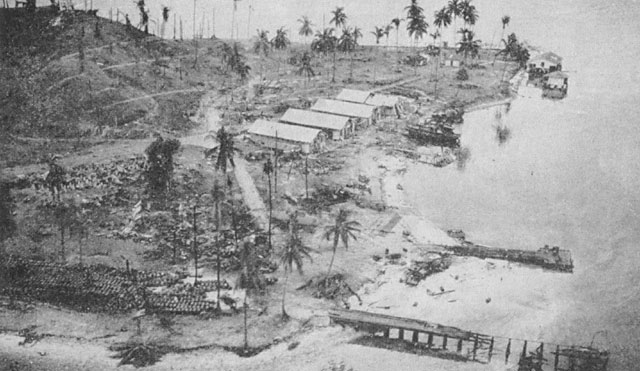
Tanambogo após bombardeio aliado de 7 de agosto de 1942.

A Batalha de Tulagi e Gavutu-Tanambogo, foi uma batalha terrestre da Campanha do Pacífico da II Guerra Mundial travada entre o Exército Imperial Japonês e forças terrestres aliadas, principalmente unidades do Corpo de Fuzileiros Navais dos Estados Unidos da América.
Os combates aconteceram entre os dias 7 a 9 de agosto de 1942, nos primeiros desembarques das tropas aliadas em Guadalcanal, nas Ilhas Salomão.
Na batalha, fuzileiros navais, sob o comando geral do Major Alexander Vandegrift, desembarcaram e capturaram as ilhas de Tulagi, Gavutu e Tanambogo. As tropas da Marinha Imperial Japonesa resistiram fortemente ao ataque das forças aliadas, lutando até o ultimo homem.